# 델바흐
델바흐(고대 아일랜드어: Delbáeth, 아일랜드어: Dealbhaeth)는 아일랜드 신화에 등장하는 인물로, 투어허 데 다넌 신족의 앙구스 또는 오그마와 마족 포워르의 에흐너의 아들이다. 델바흐는 오하드 올라하르를 계승해 아르드리의 위에 올랐으며, 에른마스와의 사이에 아들 피어허를 낳았다. 델바흐는 10년 동안 에린을 통치하다가 자기 아들 피어허에게 왕위를 찬탈당하고 죽었다.
《에린 침략의 서》의 어떤 부분에는 델바흐가 "투릴 비크레오"("Tuirill Biccreo" 또는 "Tuirill Picreo")라는 다른 이름을 가지고 있었으며 브리안, 유하르, 유하르바의 아버지라고 기술되어 있다. 때문에 델바흐를 티란과 동일 인물로 간주하기도 한다.
고대 아일랜드의 델브나족은 델바흐의 자손을 자처했다.